# Dajan Hashemi
Dajan Hashemi Ghermezi (in persiano دایان هاشمی‎) (Snekkersten, 21 novembre 2000) è una calciatrice danese, attaccante del Brøndby.

## Carriera

### Club
Cresciuta nel quartiere Elsinore di Snekkersten, Hashemi inizia l'attività nel club del suo quartiere, lo Snekkersten IF, giocando nelle sue formazioni giovanili fino al trasferimento all'Hillerød, squadra dell'omonimo comune dell'Hovedstaden, giocando sempre a livello giovanilr fino ai 17 anni d'età.
Nell'estate 2017 si trasferisce al BSF di Ballerup, venendo inserita in rosa con la squadra titolare alla guida del tecnico Thomas Maale. Qui debutta in Elitedivisionen, massimo livello del campionato danese di categoria, il 19 agosto, alla 2ª giornata di campionato, scendendo in campo da titolare nella vittoria casalinga per 1-0 con il Vejle. Rimane una sola stagione, maturando in Elitedivisionen 24 presenze e siglando 4 reti.
A stagione conclusa coglie l'occasione per disputare, ancora giovanissima, il suo primo campionato estero, una delle pochissime calciatrici danesi a giocare all'estero prima di aver compiuto 18 anni, siglando un contratto con le campionesse di Svezia in carica del Linköping in tempo per giocare tre incontri prima del termine della Damallsvenskan 2018. Debutta nella massima serie svedese il 13 ottobre, nella sconfitta interna per 1-0 con l'Eskilstuna United, e quattro giorni più tardi in UEFA Women's Champions League, all'andata degli ottavi di finale dell'edizione 2018-2019 persa in casa per 2-0 con le francesi del Paris Saint-Germain.
Al suo primo impegno in Damallsvenskan condivide con le compagne il 5º posto in campionato, risultato che la sua squadra ottiene anche il campionato successivo dove colleziona 20 presenze alla guida del confermato tecnico Olof Unogård.
Scaduti i termini del contratto, per la stagione 2020 Hashemi decide di accasarsi all'Hammarby, squadra che al suo secondo anno nella serie cadetta, l'Elitettan, punta al ritorno in Damallsvenskan rafforzando il proprio organico. L'attaccante, che firma un contratto biennale, viene utilizzata dal tecnico Pablo Piñones-Arce in 23 incontri di campionato, contribuendo con 4 reti a classificarsi al 2º posto e di conseguenza la promozione in massima serie per la stagione successiva.

## Statistiche

### Presenze e reti nei club
Statistiche (parziali) aggiornate al 27 maggio 2023.
| Stagione            | Squadra             | Campionato          | Campionato | Campionato | Coppe nazionali | Coppe nazionali | Coppe nazionali | Coppe internazionali | Coppe internazionali | Coppe internazionali | Altre coppe | Altre coppe | Altre coppe | Totale | Totale |
| Stagione            | Squadra             | Comp                | Pres       | Reti       | Comp            | Pres            | Reti            | Comp                 | Pres                 | Reti                 | Comp        | Pres        | Reti        | Pres   | Reti   |
| ------------------- | ------------------- | ------------------- | ---------- | ---------- | --------------- | --------------- | --------------- | -------------------- | -------------------- | -------------------- | ----------- | ----------- | ----------- | ------ | ------ |
| 2017-2018           | BSF                 | ED                  | 24         | 4          | CF              | ?               | ?               |                      | -                    | -                    |             | -           | -           | 24+    | 4+     |
| 2018                | Linköping           | DS                  | 3          | 0          | CS              | 3               | 0               | UWCL                 | 2                    | 0                    |             | -           | -           | 8      | 0      |
| 2019                | Linköping           | DS                  | 20         | 0          | CS              | 1               | 0               |                      | -                    | -                    |             | -           | -           | 21     | 0      |
| Totale Linkoping    | Totale Linkoping    | Totale Linkoping    | 23         | 0          |                 | 4               | 0               |                      | 2                    | 0                    |             | -           | -           | 29     | 0      |
| 2020                | Hammarby            | ET                  | 24         | 4          | CS              | 2               | 0               |                      | -                    | -                    |             | -           | -           | 26     | 4      |
| Mar.-giu. 2021      | Nordsjælland        | ED                  | 12         | 1          | CF              | ?               | ?               |                      | -                    | -                    |             | -           | -           | 12     | 1      |
| ago.-dic. 2022      | Nordsjælland        | ED                  | 24         | 6          | CF              | ?               | ?               |                      | -                    | -                    |             | -           | -           | 24     | 6      |
| 2022-2023           | Nordsjælland        | ED                  | 13         | 3          | CF              | ?               | ?               |                      | -                    | -                    |             | -           | -           | 13     | 3      |
| Totale Nordsjælland | Totale Nordsjælland | Totale Nordsjælland | 49         | 10         |                 | ?               | ?               |                      | -                    | -                    |             | -           | -           | 49+    | 10+    |
| gen.-giu. 2023      | Sassuolo            | A                   | 7          | 0          | CI              | -               | -               |                      | -                    | -                    |             | -           | -           | 7      | 0      |
| 2023-2024           | Brøndby             | ED                  | -          | -          | CF              | -               | -               |                      | -                    | -                    |             | -           | -           | -      | -      |
| Totale carriera     | Totale carriera     | Totale carriera     | 127        | 18         |                 | 6+              | 0+              |                      | 2                    | 0                    |             | -           | -           | 135+   | 18+    |

## Palmarès

### Club
- Campionato svedese di seconda divisione: 1

Hammarby: 2020